# Кишеня, повна жита
«Кишеня, повна жита» (англ. A Pocket Full of Rye) — детективний роман англійської письменниці Агати Крісті із серії творів про міс Марпл. Роман уперше вийшов у британському видавництві «Collins Crime Club» 1953 року.

## Сюжет
У своєму офісі за традиційною чашкою ранкового чаю вмирає заможний бізнесмен Рекс Фортеск'ю. Експертизою встановлено, що бізнесмена було отруєно вдома, під час сніданку: імовірно, вбивця додав алкалоїд тисового дерева у мармелад, який з родини споживав лише вбитий. У кишені покійного, окрім звичайних речей, знайдено зерна жита.
Смерть старого Фортеск'ю була вигідна практично кожному в родині: молода дружина Адель — головна спадкоємиця, старший син Персіваль постійно сварився з батьком, його дружина Дженніфер свекра терпіти не могла, а своїй дочці Ілейн батько не дозволяв вийти заміж за її обранця. Несподівано прибуває молодший син Ланселот, який давно посварився з батьком, й разом з дружиною Патрицією мешкає в Африці. Він пояснює, що отримав від батька листа, в якому той пише про можливість примирення.
Після вечірнього чаю Адель знаходять мертвою, її отруєно ціанідом. Служниця Гледіс поводиться дивно, явно нервується та під кінець дня кудись зникає. Її знаходять задушеною за будинком, де вона розвішувала сушитися білизну, на носі вбитої — защіпка для білизни.
Міс Марпл приїжджає до Дому під тисами (так називається будинок Фортеск'ю), дізнавшись про вбивство Гледіс, яка за кілька років до того навчалася ремесла прислуги в неї вдома. Дівчина не забула свою наставницю та регулярно їй писала. Стара леді помічає, що вбивства відбуваються відповідно до змісту дитячої «Пісеньки про шість пенсів» (англ. Sing a Song of Sixpence), згідно з якою дрозди починають співати коли король перераховує свою казну, королева снідає у маленькій вітальні, а служниця сушить білизну в саду. Вбивця вчиняє злочини відповідно до пісеньки! До того ж покійному Рексу деякий час тому підкидали мертвих дроздів до кабінету. Можливо вбивця психічно хворий?
Багато років тому Рекс Фортеск'ю мав стосунок до смерті свого компаньйона Маккензі. Жінка останнього помішалася на ідеї помсти й з дитинства навчала своїх дітей ненависті до Рекса. Сама вона знаходиться в психіатричній клініці, син загинув, але дочка Рубі, судячи з усього, жива. Виявляється, що Рубі — це Дженніфер, дружина Персіваля, й саме вона підкидала мертвих птахів, але до вбивств відношення не має.
Тим часом міс Марпл, обдумавши всі факти, вказує справжнього вбивцю. Це Ланселот, молодший син Рекса Фортеск'ю. На курорті він, назвавшись Альбертом Евансом, познайомився з Гледіс й легко закохав у себе цю негарну та не дуже розумну дівчину. Він вмовив її додати у мармелад «сироватку правди», а також насипати в кишеню батька житні зерна, — все це мало примусити того визнати провину у якихось «старих гріхах». Дівчина, довіряючи коханому, зробила як він сказав, а після смерті Рекса злякалася й не розповіла поліції, що сталося. Щоб створити враження про ненормальність вбивці, Ланс вбив Адель та Гледіс відповідно до змісту дитячої пісеньки, тим самим позбувшись батькової спадкоємиці та свідка.
Остаточною ціллю Ланса було отримання контролю над шахтою «Чорні дрозди», тієї, через яку колись загинув Маккензі. Шахта здавна вважалась неприбутковою, але нещодавно у тих місцях було знайдено уран, який був нікому не потрібний під час розробки шахти, а тепер міг суттєво збагатити власника.
Повідомивши інспектора Ніла про свої здогади, міс Марпл повертається додому в Сент-Мері-Мід, де на неї чекає доставлений після від'їзду лист від Гледіс. У ньому дівчина розповідає про свого коханого, до конверта вкладений потай зроблений Гледіс фотознімок так званого Альберта Еванса. Це дійсно Ланс Фортеск'ю, — неспростовний доказ весь цей час чекав на міс Марпл у неї вдома.

## Переклади українською
Переклад Віктора Шовкуна 2012 року вийшов у видавництві Клуб сімейного дозвілля.

## Екранізації
- 1983 — «Таємниця «Чорних дроздів»» (реж. Вадим Дербеньов, виробництво кіностудії «Мосфільм»), у головній ролі — Іта Евер.
- 1985 — «Кишеня, повна жита», повнометражний епізод серіалу «Міс Марпл» (виробництво BBC) з Джоан Гіксон у головній ролі[2].
- 2009 — «Кишеня, повна жита», повнометражний епізод серіалу «Міс Марпл Агати Крісті» (виробництво ITV), у головній ролі — Джулія Маккензі[3].